# Liudmila Savelieva
Liudmila Savelieva (numele original: în rusă Людмила Михайловна Савельева, transliterat: Liudmila Mihailovna Savelieva; n. 24 ianuarie 1942, Leningrad, RSFS Rusă, URSS) este o actriță rusă. Debutul în film l-a avut în anul 1966 cu rolul Natașei din filmul monumental Război și pace al regizorului Serghei Bondarciuk, rol pentru care a primit în 1965 „Diploma” la Al 4-lea Festival de film de la Moscova.

## Filmografie selectivă
- 1964 Frumoasa din pădurea adormită : o nereidă, (după Perrault)
- 1967 Război și pace (Война и мир), regia Serghei Bondarciuk
- 1970 Floarea soarelui (I girasoli), regia Vittorio De Sica
- 1971 Fuga (Бег), regia Aleksandr Alov și Vladimir Naumov
- 1972 Pescărușul (Чайка), regia Iuli Karasik
- 1972 Călărețul fără cap (Всадник без головы/ Vsadnik bez golovî), regia Vladimir Vainștok
- 1978 Iulia Vrevskaia (Юлия Вревская/Iulia Vrevskaia)
- 1978 Исчезновение, regia Veniamin Dorman
- 1983 Шёл четвёртый год войны, regia Gheorghi Nikolaenko
- 1985 Успех, regia Konstantin Hudeakov
- 1986 Чужая белая и рябой, regia Serghei Soloviov
- 2009 Anna Karenina (Miniserie TV), regia Serghei Soloviov

## Premii
- 1965 – Московский международный кинофестиваль 1965 (ММКФ/MIFF) – diplomă pentru interpretarea rolului Natașei Rostova în seria I-a „Andrei Bolkonski” și a II-a „Natașa Rostova” în lungmetrajul istoric sovietic Război și pace (1965) în regia lui Serghei Bondarciuk[3].
- 1965 – Premiul special pentru cel mai bun debut și premiul publicului la cel de-al IV-lea Festival Internațional de Film din Moscova (MIFF) - pentru interpretarea rolului Natașei Rostova în lungmetrajul istoric sovietic Război și pace (1965) în regia lui Serghei Bondarciuk[4].
- 1966 1966 - recunoscută ca cea mai bună actriță în 1966 conform rezultatelor unui sondaj realizat de cititorii revistei „Ecranul sovietic” - pentru interpretarea rolului Natașei Rostova în lungmetrajul istoric sovietic „Război și pace” în regia lui Serghei Bondarciuk.
- 1973 – Premiul Hugo de Argint pentru măiestria ansamblului la Festivalul Internațional de Film de la Chicago (Illinois, SUA) - pentru interpretarea rolului Nina Mihailovna Zarecinaia în lungmetrajul dramatic sovietic Pescărușul (1970) în regia lui Iuli Karasik.
- 2001 - Premiul Vera Holodnaia „Cea mai fermecătoare” la cel de-al XI-lea festival anual de film deschis, numit după Vera Holodnaia „Femeile de cinema” de la Moscova (18 martie 2001)[5][6].